# NGC 699
NGC 699 је спирална галаксија у сазвежђу Кит која се налази на NGC листи објеката дубоког неба.
Деклинација објекта је - 12° 2' 8" а ректасцензија 1h 50m 43,6s. Привидна величина (магнитуда) објекта NGC 699 износи 14,1 а фотографска магнитуда 14,9. Налази се на удаљености од 70,293 милиона парсека од Сунца. NGC 699 је још познат и под ознакама MCG -2-5-59, IRAS 01482-1217, PGC 6798.